# Morte em Veneza (ópera)
Morte em Veneza (em inglês, Death in Venice) é uma ópera em dois atos de Benjamin Britten, a sua última. A ópera é baseada na novela Morte em Veneza, de Thomas Mann. Myfanwy Piper escreveu o libreto em inglês. Foi apresentada pela primeira vez em Snape Maltings, perto de Aldeburgh, Inglaterra, em 16 de junho de 1973.
A austera partitura é marcada por algumas notas assombrosas da "ambígua Veneza". O menino Tadzio é retratado por um silencioso dançarino, com um acompanhamento de percussão de gamelão. A música da ópera é precisa, direta e comoventemente discreta.

## História da composição
Britten contemplara a novela por muitos anos e começou a trabalhar em setembro de 1970, se aproximando de Piper e de Golo Mann, filho do autor. Por causa de acordos entre a Warner bros e os direitos de Thomas Mann para a produção do filme de 1971 de Luchino Visconti, Britten foi aconselhado a não ver o a película quando foi lançada. De Acordo com Colin Graham, diretor da primeira produção da ópera, alguns colegas do compositor que viram o filme acharam a relação entre Tadzio e Aschenbach "muito sentimental e sensual". Isso contribuiu para a decisão de que Tadzio e sua família e amigos seriam retratados por dançarinos sem fala na ópera. Ian Bostridge notou, na obra, temas de "formalismo na arte e a perigosa dignidade do artista famoso".

## Papéis
| Papel | Tipo de voz   | Elenco de estreia (19 de junho de 1973) (Regente: Steuart Bedford) |
| --- | ------------- | ------------------------------------------------------------------ |
| Gustav von Aschenbach, um romancista                                                                         | Tenor         | Peter Pears                                                        |
| Viajante/ Idoso/ Gondoleiro velho/ Gerente do hotel/ Barbeiro do hotel/ Líder dos jogadores/ Voz de Dionísio | Barítono      | John Shirley-Quirk                                                 |
| A mãe polonesa                                                                                               | (Dançarina)   | Deanne Bergsma                                                     |
| Tadzio, seu filho                                                                                            | (Dançarino)   | Robert Huguenin                                                    |
| Suas duas filhas                                                                                             | (Dançarinos)  | Elisabeth Griffiths e Melanie Phillips                             |
| Jaschiu, amigo de Tadzio                                                                                     | (Dançarina)   | Nicolas Kirby                                                      |
| Voz de Apolo                                                                                                 | Contratenor   | James Bowman                                                       |
| Porteiro do hotel                                                                                            | Tenor         | Thomas Edmonds                                                     |
| Barqueiro | Barítono      | Michael Bauer                                                      |
| Garçom do hotel                                                                                              | Barítono      | Stuart Harling                                                     |
| Mãe russa | Soprano       | Alexandra Browning                                                 |
| Pai russo | Baixo         | Michael Follis                                                     |
| Mãe alemã | Mezzo-soprano | Angela Vernon Bates                                                |
| Vendedor de morangos                                                                                         | Soprano       | Iris Saunders                                                      |
| Um guia | Barítono      | Robert Turner Carpinteiro                                          |
| Vendedor de cordões                                                                                          | Soprano       | Sheila Marca                                                       |
| Vendedor de jornais                                                                                          | Soprano       | Anne Wilkens                                                       |
| Vidreiro | Tenor         | Stephen James Adams                                                |
| Jogador | Tenor         | Neville Williams                                                   |
| Jogador | Mezzo-soprano | Penélope Mackay                                                    |
| Secretário inglês                                                                                            | Barítono      | Pedro Leeming                                                      |
| Governanta                                                                                                   | Soprano       | Anne Kenward                                                       |
| Refrão - viajantes, trabalhadores e dançarinos                                                               |               |                                                                    |

## Filme
Em 1981, Tony Palmer fez um filme da ópera, filmado em Veneza. O tenor australiano Robert Gard cantou o papel principal, já que Peter Pears estava muito doente, mas outros importantes papéis foram cantados por seus intérpretes originais (John Shirley-Quirk e James Bowman), e a Orquestra de Câmara Inglesa foi regida pelo condutor original Steuart Bedford.